# Chiara Ingrao
Chiara Ingrao (Roma, 25 aprile 1949) è una politica, sindacalista e scrittrice italiana.

## Biografia
Figlia dell'ex Presidente della Camera dei deputati Pietro Ingrao e di Laura Lombardo Radice, laureata  in letteratura straniera e interprete diplomata, ha intrapreso giovanissima l'attività politica nel movimento studentesco del 1968 e in quello femminista dei primi anni settanta; ha poi svolto attività sindacale (come funzionaria CGIL dal 1973 dal 1980), promuovendo i primi nuclei di coordinamento delle donne nel sindacato. A queste  esperienze è ispirato il romanzo Dita di dama, del 2009, premiato con il Premio Alessandro Tassoni, nel 2010 e portato in scena dal 2017 da Laura Pozone e Massimiliano Loizzi.
Tra il 1980 e il 1983, Chiara Ingrao collabora in RAI alla redazione e alla regia dei programmi radiofonici: Noi Voi Loro Donna e Ora D. Successivamente si impegna nei movimenti per la pace European Nuclear Disarmament, 10 marzo (di cui è una delle fondatrici), 1990: Time for Peace e come portavoce dell' Associazione per la pace. Nel 1990 è una dei sei pacifisti italiani in missione di pace a Baghdad per il rilascio - concluso positivamente - di 70 ostaggi italiani; contribuisce alle prime iniziative comuni fra pacifisti israeliani e palestinesi, e al movimento contro la guerra in Iraq. In seguito, raccoglie tali esperienze nel libro Salaam Shalom – Diario da Gerusalemme, Baghdad e altri conflitti.
Nel 1992 viene eletta alla Camera dei deputati, dove rimane fino al 1994 . Ricandidata nel collegio uninominale di Roma Val Melaina, è sconfitta dal candidato del centrodestra Fabrizio Sacerdoti.  Si impegna anche attivamente nel movimento per la pace nei Balcani ed è tra i promotori del Tavolo di coordinamento per gestire gli aiuti alle popolazioni della ex-Jugoslavia. Dal 1997 al 2001 è consulente internazionale del Dipartimento per le pari opportunità e membro del Comitato interministeriale per i diritti umani.
Nel 2003, dopo la morte della madre, Laura Lombardo Radice, ne raccoglie gli scritti e ne racconta la vicenda personale nel libro: Soltanto una vita. Nel 2008 esordisce nel genere narrativo, con il romanzo Il resto è silenzio, ambientato nella Bosnia-Erzegovina degli anni novanta. Nel 2014 è uscito il suo primo libro per ragazzi, il romanzo Habiba la Magica, seguito nel 2018 dalla raccolta di filastrocche Mal di paura. Successivamente è impegnata soprattutto nelle scuole e come animatrice culturale.

## Vita privata
È sposata con Paolo Franco. Ha due figlie, due figliocci, tre nipoti.

## Opere principali
- Chiara Ingrao, Lidia Menapace (a cura di), Né indifesa né in divisa, Roma, Gruppo misto-Sinistra indipendente Regione Lazio, 1988.
- Chiara Ingrao, Salaam Shalom – Diario da Gerusalemme, Baghdad e altri conflitti, Roma, Datanews, 1993.
- Chiara Ingrao, Cristiana Scoppa (a cura di), Donne 2000: a cinque anni dalla conferenza mondiale di Pechino. Le cose fatte, gli ostacoli incontrati, le cose da fare, Roma, Presidenza del Consiglio dei ministri, Dipartimento per le Pari Opportunità, 2001.
- Chiara Ingrao, Cristiana Scoppa (a cura di), Diritti e rovesci – I diritti umani dal punto di vista delle donne, Roma, AIDOS, 2001.
- Laura Lombardo Radice, Chiara Ingrao, Soltanto una vita, Milano, Baldini Castoldi Dalai, 2005.
- Chiara Ingrao, Il resto è silenzio, Milano, Baldini Castoldi Dalai, 2007.
- Chiara Ingrao, Dita di dama, Milano, La Tartaruga, 2009.
- Chiara Ingrao,  Habiba la magica, Coccole Books, 2014
- Chiara Ingrao, 'Mal di paura', Edizioni corsare, 2018.
- Chiara Ingrao, Migrante per sempre, Milano, Baldini + Castoldi, 2019.